# Lubomír Drožď
Lubomír Drožď (známý pod pseudonymy S. M. Blumfeld a Čaroděj OZ, 22. srpna 1955 – 19. února 2024) byl český prozaik, publicista, esejista a překladatel.

## Život
Narodil se 22. srpna 1955 v Praze, kde i vyrůstal. Vystudoval střední uměleckoprůmyslovou školu. Po roce 1977 se stal „ekologickým emigrantem“ v CHKO Kokořínsko. Zde podle Databazeknih.cz zůstal žít i v dalších dekádách.
Od počátku 80. let vydával samizdatové časopisy Opium pro Lid a Sado-maso. Od roku 1985 byl redaktorem časopisu Vokno, v roce 1990 se stal jeho šéfredaktorem. Překládal z angličtiny, zejména knihy a články o psychedelii, hermetismu, jungovské psychologii, ekofilozofii atd. Od 2. poloviny 90. let spolupracoval s časopisy Raut, Živel, Mana a Prostor. Byl autorem mnoha článků a esejů.

## Díla
- Polykači ohně (2000)
- Peep show (2001)